# トリプルテイルズ
トリプルテイルズは、女子プロレスラーによるユニットである。
ユニット名は、メンバーチェンジ等で変更している。

## 歴史
- 2010年、パッション・レッドを離脱した華名が紫雷姉妹と意気投合し結成。
  - 6月19日のNEO板橋大会より始動。
  - 8月22日、初の自主興行「けもの祭」を新木場1stRINGで開催。
  - 紫雷姉妹がメキシコ遠征のためユニット活動は一時休止。
  - 12月19日のWAVE年内最終興行で活動再開。
- 2011年
  - 2月13日、自主興行「けものバレンタインEve」を華名の地元・大阪のアゼリア大正で開催。
  - 4月9日、名古屋のスポルティーバアリーナでスポルティーバ・FREEDOMSとの合同興行「みっくちゅじゅーちゅ」を開催。
  - 5月8日、自主興行「タヌキ☆Birthday」をZepp NAGOYAで開催。
  - 7月、トリプルテイルズ・ラスト興行「けものモンスーン」を開催。この日をもって紫雷イオが脱退。
  - 9月、2人組のタッグチームとして「トリプルテイルズ.S（トリプルテイルズ・ドット・エス）」と発表。「.S」には「ドS」が込められている。
  - 11月2日、自主興行「Re:スタート」を開催。
  - 12月18日、「ドエスじゃけんのう!!」を広島県立広島産業会館西館で開催。
- 2012年
  - 2月1日、WAVE新木場大会にてトリオを結成した渋谷シュウ、華名とタッグを組む栗原あゆみ、そして栗原の弟子・飯田美花も加わる。ユニット名は「トリプルテイルズ.シブ」としたが、栗原の反発に遭い仮称とした。
  - 2月25日、「美央ちゃん、誕生日やねん！」を大阪で開催。
  - 3月6日、5人でのユニット名が「ホワイトテイルズ」と発表される。「ブラック・ダリア」の向こうを張る意味で名づけられた。
  - 5月、トリプルテイルズ初の仙台興行の敢行。華名が、Wrestling New Classic入団。
  - 11月、華名 WNC退団。同時に参戦していた美央も離脱。
  - 12月、「トリプルテイルズ.S」大阪での自主興行開催を発表。
- 2013年
  - 7月12日、ホワイトテイルズ解散興行。
- 2014年
  - 4月、解散興行を開催。
  - 紫雷と華名は決別するという。

## メンバー
- 華名
- 紫雷美央
華名と美央による「トリプルテイルズ.S」が主流。

- 渋谷シュウ（WAVE）
- 栗原あゆみ
- 飯田美花
プロレスリングWAVEでは、上記3名を加えたグループ「ホワイトテイルズ」として活動している。栗原あゆみが引退表明をしたため、2013年7月をもってグループ解散。

### 元メンバー
- 紫雷イオ（現・スターダム）
トリプルテイルズのオリジナルメンバーであったが、方向性相違から離脱し、同時に美央との姉妹タッグも解消。後に参戦したスターダムに正式入団した。

### ユニット遍歴
トリプルテイルズ（2010 - 2011）
- 華名
- 紫雷美央
- 紫雷イオ

トリプルテイルズ.S（2011 - ）
- 華名
- 紫雷美央

ホワイトテイルズ（2012 - ）
- 華名
- 紫雷美央
- 渋谷シュウ
- 栗原あゆみ
- 飯田美花

## 自主興行

### トリプルテイルズ
- けもの祭り / 2010年8月22日 / 東京・新木場1stRing / 観客数：360人（超満員札止め）

参加選手
羽沙羅、ヘイリー・ヘイトレッド、アップルみゆき、勇気彩、怨霊、政宗、宮崎有妃、忍、黒田哲広、円華、ウルトラマンロビン、華名、紫雷美央、紫雷イオ、NOSAWA論外、FUJITA、KIKUSAWA
- けものバレンタインeve / 2011年2月13日 / 大阪・アゼリア大正 / 観客数:363人（超満員）

参加選手
救世忍者乱丸、アップルみゆき、佐藤光留、大森隆男、美月凛音、NOSAWA論外、木高イサミ、忍 、彰人、原田大輔、小峠篤司、紫雷美央、紫雷イオ、華名、里村明衣子
- タヌキ★Birthday / 2011年5月8日 / 愛知・Zepp・NAGOYA / 観客数:375人（超満員）

参加選手
広田さくら、佐藤耕平、下野佐和子、入江茂弘、高木三四郎、GAMI、ウルトラマンロビン、矢野啓太、小仲＝ペールワン、稔、彰人、華名、紫雷美央、紫雷イオ、AKINO、花月、朱里
- けものモンスーン!! / 2011年9月18日 / 東京・新木場1stRing / 観客数:323人（超満員）

参加選手
小松奈央、花月、佐藤耕平、広田さくら、小峠篤司、GAMI、AKINO、ビリーケン・キッド、怪人ハブ男、翔太、HARASHIMA、華名、紫雷美央、紫雷イオ、DASH・チサコ、水波綾、仙台幸子

### トリプルテイルズ.S
- Re:スタート / 2011年11月2日 / 東京・新木場1stRing / 観客数:192人

参加選手
広田さくら、桜蝋燭、彰人、政宗、忍、ヨーネル・サンダース、入江茂弘、澤宗紀、華名、紫雷美央、植松寿絵
- ドエスじゃけんのぅ! / 2011年12月18日 / 広島・県立広島産業会館西館 / 観客数:281人

参加選手
松本都、チェリー、ジ・ウィンガー、土方隆司、レイ・パロマ、魁、円華、つぼ原人、男盛、下野佐和子、入江茂弘、広田さくら、先輩、TAJIRI、華名、AKIRA、紫雷美央
- 美央ちゃん、誕生日やねん！ / 2012年2月25日 / 大阪・アゼリア大正

参加選手
大畠美咲、ミクロ、円華、YO-HEY、先輩、彰人、大石真翔、高尾蒼馬、アップルみゆき、広田さくら、葛西純、松本都、下野佐和子、入江茂弘、紫雷美央、大谷晋二郎、華名、田中将斗
- 杜の都・サディスティック仙台 / 2012年5月6日 / 宮城・エル・パーク仙台

参加選手
入江茂広、彰人、佐々木貴、松本都、真琴、土肥孝司、本間朋晃、宮本裕向、紫雷美央、タイガースマスク、華名、忍、政宗、朱里

## 販売
『Sadistic Tails』（DVD - 2012年10月31日、販売元：グラッソ）
トリプルテイルズ. SによるイメージDVD。特典としてトリプルティルズ.Sの試合も収録。
華名、美央もそれぞれソロでイメージDVDを発売している。
『Sadism』（CD、配信 - 2013年1月31日、販売元：ストーリーファクトレコーズ）
2人の入場曲に加え、それぞれのソロボーカル楽曲、2人によるボーカル楽曲が収録。